# Куртинский сельский округ
Куртинский сельский округ (каз. Күрті ауылдық округі) — административная единица третьего уровня в Илийском районе Алматинской области. Административным центром является село Акши.
Население округа на 2016 год составляет — 6258 человек.

## Состав
В состав округа входят населенные пункты:
| Населенный пункт | Население, человек (1999) | Население, человек (2009) |
| ---------------- | ------------------------- | ------------------------- |
| Акши, село       | 4662                      | 5646                      |
| Курты, село      | 244                       | 246                       |